# 默爾斯巴赫河
51°34′39″N 6°35′41″E / 51.5776°N 6.5948°E

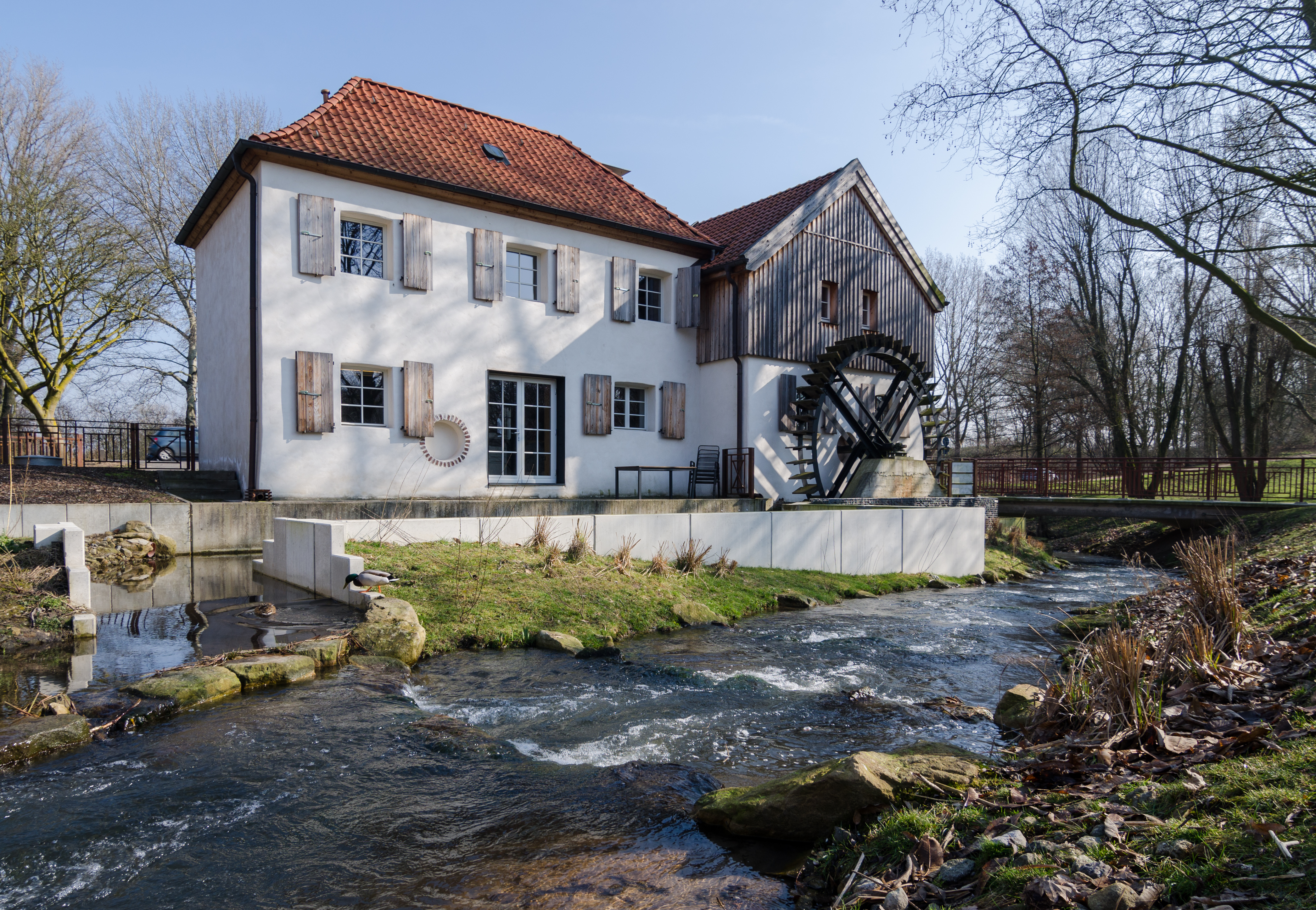

默爾斯巴赫河（德語：Moersbach），是德國的河流，位於該國西部，處於北萊茵-威斯特法倫州，屬於萊茵河的支流，河道全長29公里，流域面積159平方公里，發源自克雷費爾德。